# آدم فورسيث
آدم فورسيث (بالإنجليزية: Adam Forsyth)‏ (مواليد 31 مارس 1981) هو ملاكم أسترالي، مثّل بلاده في الألعاب الأولمبية الصيفية 2004.

## وصلات خارجية
آدم فورسيث على موقع بوكس ريك (الإنجليزية) (registration required)
- آدم فورسيث على موقع اللجنة الأولمبية الدولية (الإنجليزية)
- آدم فورسيث على موقع أوليمبيديا (الإنجليزية)
- آدم فورسيث على موقع اللجنة الأولمبية الأسترالية (الإنجليزية)